# Liu Yan (actriz)
Liu Yan (8 de noviembre de 1980), también conocida como Ada Liu, es una actriz, presentadora y cantante china.

## Filmografía

### Cine
| Año  | Título en inglés             | Título en chino        | Rol             | Notas |
| ---- | ---------------------------- | ---------------------- | --------------- | ----- |
| 2008 | Painted Skin                 | 《画皮》               |                 |       |
| 2009 | Mar's Baby                   | 《火星宝贝之火星没事》 |                 |       |
| 2011 | Mural                        | 《画壁》               | Yun Mei         |       |
| 2012 | 《灰机灰机》                 | Xiaomei                |                 |       |
| 2012 | The Zodiac Mystery           | 《十二星座离奇事件》   | Cui Miao        |       |
| 2012 | Crying and Laughing          | 《哭笑不得》           | Lili            |       |
| 2012 | The Next 11 Days             | 《冰雪11天》           | A police's wife |       |
| 2012 | Marrying Mr. Perfect         | 《嫁个100分男人》      | Anji Li'na      |       |
| 2013 | The Four II                  | 《四大名捕2》          | Ru Yan          |       |
| 2013 | Badges of Fury               | 《不二神探》           | Dai Yiyi        |       |
| 2013 | The Incredible Truth         | 《人间蒸发》           | Jiajia          |       |
| 2013 |                              | 《把乐带回家2013》     | invitada        |       |
| 2014 | The Four III                 | 《四大名捕3》          | Ru Yan          |       |
| 2015 | An Inspector Calls           | 《神探駕到》           |                 |       |
| 2015 | Jian Bing Man                | 《煎饼侠》             |                 |       |
| 2016 | The Family Running Forward   |                        |                 |       |
| 2016 | I Belonged to You            | 《从你的全世界路过》   | Yan Zi          |       |
| 2017 | Buddies in India             | 《大闹天竺》           | Wu Jing         |       |
| 2017 | The Thousand Faces of Dunjia | 《奇门遁甲》           |                 |       |
| 2017 | Legend of the Ancient Sword  | 《古剑奇谭之流月昭明》 | Cang Ming       |       |

### Televisión
| Año  | Título en inglés              | Título en chino            | Rol              | Notas |
| ---- | ----------------------------- | -------------------------- | ---------------- | ----- |
| 2009 |                               | 《鹰与枭》                 | Huang Zemin      |       |
| 2009 | The Legend of Yang Guifei     | 《杨贵妃秘史》             | Emperatriz Zhang |       |
| 2010 | Harmony Brings Wealth 2       | 《家和万事兴之幸福的味道》 | Yuanyuan         |       |
| 2011 | Love Keeps Going              | 《爱上查美乐》             | Chu Shaoyin      |       |
| 2012 | Diors Man                     | 《屌丝男士》               | [ 8 ]            |       |
| 2012 | Full Moon Scimitar            | 《新圆月弯刀》             | Qin Keqing       |       |
| 2012 |                               |                            |                  |       |
| 2012 | Women on the Breadfruit Tree  | 《面包树上的女人》         | Anna Fei         |       |
| 2012 | My Mother-in-law's Happy Life | 《岳母的幸福生活》         | Shen Zi          |       |
| 2012 | Seven Brothers                | 《香瓜七兄弟》             | Nurse Liu        |       |
| 2013 | Let's Get Married             | 《咱们结婚吧》             | Lan Weiwei       |       |
| 2013 | 《养儿防老》                  | Hao Feifei                 |                  |       |
| 2017 | Martial Universe              | 武动乾坤                   | Mu Qianqian      | [ 9 ] |

### Programa de variedades
| Año        | Programa   | Notas                             |
| ---------- | ---------- | --------------------------------- |
| 2016, 2020 | Ace vs Ace | 2 episodios - (ep. #8) - invitada |